# Norvegia all'Eurovision Song Contest
La Norvegia ha partecipato all'Eurovision Song Contest per la prima volta nel 1960. Da allora è stata assente solo due volte, nel 1970 e nel 2002.
In un totale di sessantuno partecipazioni, ha vinto la manifestazione tre volte. In particolare la vittoria del 2009 di Alexander Rybak detiene il record del più alto punteggio di sempre (387 punti - questo prima che nell'edizione del 2016 venisse modificato il sistema di votazione) e del maggior distacco dal secondo classificato (169).
La Norvegia detiene anche il record negativo di ultimi posti (dodici) e il maggior numero di ultimi posti a zero punti (quattro). Fino al 2012 deteneva anche il record di dodici punti ottenuti (sedici), primato poi battuto dalla Svezia, che in quell’anno ottenne per 18 volte i dodici punti.
La canzone che rappresenta la Norvegia viene scelta ogni anno attraverso il Melodi Grand Prix.

## Partecipazioni
- Primo posto
- Secondo posto
- Terzo posto
- Ultimo posto

| Anno                            | Artista                                     | Canzone                          | Lingua            | Posizione           | Posizione           | Posizione                | Posizione                |
| Anno                            | Artista                                     | Canzone                          | Lingua            | Finale              | Punti               | Semi                     | Punti                    |
| ------------------------------- | ------------------------------------------- | -------------------------------- | ----------------- | ------------------- | ------------------- | ------------------------ | ------------------------ |
| 1960                            | Nora Brockstedt                             | Voi voi                          | Norvegese         | 4º                  | 11                  | Niente semifinali        | Niente semifinali        |
| 1961                            | Nora Brockstedt                             | Sommer i Palma                   | Norvegese         | 7º                  | 10                  | Niente semifinali        | Niente semifinali        |
| 1962                            | Inger Jacobsen                              | Kom sol, kom regn                | Norvegese         | 10º                 | 2                   | Niente semifinali        | Niente semifinali        |
| 1963                            | Anita Thallaug                              | Solhverv                         | Norvegese         | 13º                 | 0                   | Niente semifinali        | Niente semifinali        |
| 1964                            | Arne Bendiksen                              | Spiral                           | Norvegese         | 8º                  | 6                   | Niente semifinali        | Niente semifinali        |
| 1965                            | Kirsti Sparboe                              | Karussell                        | Norvegese         | 13º                 | 1                   | Niente semifinali        | Niente semifinali        |
| 1966                            | Åse Kleveland                               | Intet er nytt under solen        | Norvegese         | 3º                  | 15                  | Niente semifinali        | Niente semifinali        |
| 1967                            | Kirsti Sparboe                              | Dukkemann                        | Norvegese         | 14º                 | 2                   | Niente semifinali        | Niente semifinali        |
| 1968                            | Odd Børre                                   | Stress                           | Norvegese         | 13º                 | 2                   | Niente semifinali        | Niente semifinali        |
| 1969                            | Kirsti Sparboe                              | Oj, oj, oj, så glad jeg skal bli | Norvegese         | 16º                 | 1                   | Niente semifinali        | Niente semifinali        |
| Nessuna partecipazione nel 1970 |                                             |                                  |                   |                     |                     | Niente semifinali        | Niente semifinali        |
| 1971                            | Hanne Krogh                                 | Lykken er                        | Norvegese         | 17º                 | 65                  | Niente semifinali        | Niente semifinali        |
| 1972                            | Benny Borg & Grethe Kausland                | Småting                          | Norvegese         | 14º                 | 73                  | Niente semifinali        | Niente semifinali        |
| 1973                            | Bendik Singers                              | It's Just a Game                 | Inglese, francese | 7º                  | 89                  | Niente semifinali        | Niente semifinali        |
| 1974                            | Anne Karine Strøm                           | The First Day of Love            | Inglese           | 14º                 | 3                   | Niente semifinali        | Niente semifinali        |
| 1975                            | Ellen Nikolaysen                            | Touch My Life (With Summer)      | Inglese           | 18º                 | 11                  | Niente semifinali        | Niente semifinali        |
| 1976                            | Anne Karine Strøm                           | Mata Hari                        | Inglese           | 18º                 | 7                   | Niente semifinali        | Niente semifinali        |
| 1977                            | Anita Skorgan                               | Casanova                         | Norvegese         | 14º                 | 18                  | Niente semifinali        | Niente semifinali        |
| 1978                            | Jahn Teigen                                 | Mil etter mil                    | Norvegese         | 20º                 | 0                   | Niente semifinali        | Niente semifinali        |
| 1979                            | Anita Skorgan                               | Oliver                           | Norvegese         | 11º                 | 57                  | Niente semifinali        | Niente semifinali        |
| 1980                            | Mattis Hætta & Sverre Kjelsberg             | Sámiid ædnan                     | Norvegese         | 16º                 | 15                  | Niente semifinali        | Niente semifinali        |
| 1981                            | Finn Kalvik                                 | Aldri i livet                    | Norvegese         | 20º                 | 0                   | Niente semifinali        | Niente semifinali        |
| 1982                            | Anita Skorgan & Jahn Teigen                 | Adieu                            | Norvegese         | 12º                 | 40                  | Niente semifinali        | Niente semifinali        |
| 1983                            | Jahn Teigen                                 | Do-re-mi                         | Norvegese         | 9º                  | 53                  | Niente semifinali        | Niente semifinali        |
| 1984                            | Dollie de Luxe                              | Lenge leve livet                 | Norvegese         | 17º                 | 29                  | Niente semifinali        | Niente semifinali        |
| 1985                            | Bobbysocks                                  | La det swinge                    | Norvegese         | 1º                  | 123                 | Niente semifinali        | Niente semifinali        |
| 1986                            | Ketil Stokkan                               | Romeo                            | Norvegese         | 12º                 | 44                  | Niente semifinali        | Niente semifinali        |
| 1987                            | Kate Gulbrandsen                            | Mitt liv                         | Norvegese         | 9º                  | 65                  | Niente semifinali        | Niente semifinali        |
| 1988                            | Karoline Krüger                             | For vår jord                     | Norvegese         | 5º                  | 88                  | Niente semifinali        | Niente semifinali        |
| 1989                            | Britt Synnøve Johansen                      | Venners nærhet                   | Norvegese         | 17º                 | 30                  | Niente semifinali        | Niente semifinali        |
| 1990                            | Ketil Stokkan                               | Brandenburger Tor                | Norvegese         | 21º                 | 8                   | Niente semifinali        | Niente semifinali        |
| 1991                            | Just 4 Fun                                  | Mrs. Thompson                    | Norvegese         | 17º                 | 14                  | Niente semifinali        | Niente semifinali        |
| 1992                            | Merethe Trøan                               | Visjoner                         | Norvegese         | 18º                 | 23                  | Niente semifinali        | Niente semifinali        |
| 1993                            | Silje Vige                                  | Alle mine tankar                 | Norvegese         | 5º                  | 120                 | Niente semifinali        | Niente semifinali        |
| 1994                            | Elisabeth Andreassen & Jan Werner Danielsen | Duett                            | Norvegese         | 6º                  | 76                  | Niente semifinali        | Niente semifinali        |
| 1995                            | Secret Garden                               | Nocturne                         | Norvegese         | 1º                  | 148                 | Niente semifinali        | Niente semifinali        |
| 1996                            | Elisabeth Andreassen                        | I evighet                        | Norvegese         | 2º                  | 114                 | Paese ospitante          | Paese ospitante          |
| 1997                            | Tor Endresen                                | San Francisco                    | Norvegese         | 24º                 | 0                   | Niente semifinali        | Niente semifinali        |
| 1998                            | Lars Fredriksen                             | Alltid sommer                    | Norvegese         | 8º                  | 79                  | Niente semifinali        | Niente semifinali        |
| 1999                            | Stig Van Eijk                               | Living My Life Without You       | Inglese           | 14º                 | 35                  | Niente semifinali        | Niente semifinali        |
| 2000                            | Charmed                                     | My Heart Goes Boom               | Inglese           | 11º                 | 57                  | Niente semifinali        | Niente semifinali        |
| 2001                            | Haldor Lægreid                              | On My Own                        | Inglese           | 22º                 | 3                   | Niente semifinali        | Niente semifinali        |
| Nessuna partecipazione nel 2002 |                                             |                                  |                   |                     |                     | Niente semifinali        | Niente semifinali        |
| 2003                            | Jostein Hasselgård                          | I'm Not Afraid to Move On        | Inglese           | 4º                  | 123                 | Niente semifinali        | Niente semifinali        |
| 2004                            | Knut Anders Sørum                           | High                             | Inglese           | 24º                 | 3                   | Top 11 l'anno precedente | Top 11 l'anno precedente |
| 2005                            | Wig Wam                                     | In My Dreams                     | Inglese           | 9º                  | 125                 | 6º                       | 164                      |
| 2006                            | Christine Guldbrandsen                      | Alvedansen                       | Norvegese         | 14º                 | 36                  | Top 11 l'anno precedente | Top 11 l'anno precedente |
| 2007                            | Guri Schanke                                | Ven a bailar conmigo             | Inglese, spagnolo | Non qualificata     | Non qualificata     | 18º                      | 48                       |
| 2008                            | Maria Haukaas Storeng                       | Hold On Be Strong                | Inglese           | 5º                  | 182                 | 4º                       | 106                      |
| 2009                            | Alexander Rybak                             | Fairytale                        | Inglese           | 1º                  | 387                 | 1º                       | 201                      |
| 2010                            | Didrik Solli-Tangen                         | My Heart Is Yours                | Inglese           | 20º                 | 35                  | Paese ospitante          | Paese ospitante          |
| 2011                            | Stella Mwangi                               | Haba Haba                        | Inglese, swahili  | Non qualificata     | Non qualificata     | 17º                      | 30                       |
| 2012                            | Tooji                                       | Stay                             | Inglese           | 26º                 | 7                   | 10º                      | 45                       |
| 2013                            | Margaret Berger                             | I Feed You My Love               | Inglese           | 4º                  | 191                 | 3º                       | 120                      |
| 2014                            | Carl Espen                                  | Silent Storm                     | Inglese           | 8º                  | 88                  | 6º                       | 77                       |
| 2015                            | Mørland & Debrah Scarlett                   | A Monster like Me                | Inglese           | 8º                  | 102                 | 4º                       | 123                      |
| 2016                            | Agnete                                      | Icebreaker                       | Inglese           | Non qualificata     | Non qualificata     | 13º                      | 63                       |
| 2017                            | JOWST feat. Aleksander Walmann              | Grab the Moment                  | Inglese           | 10º                 | 158                 | 5º                       | 189                      |
| 2018                            | Alexander Rybak                             | That's How You Write a Song      | Inglese           | 15º                 | 144                 | 1º                       | 266                      |
| 2019                            | KΞiiNO                                      | Spirit in the Sky                | Inglese           | 6º                  | 331                 | 7º                       | 210                      |
| 2020                            | Ulrikke                                     | Attention                        | Inglese           | Edizione cancellata | Edizione cancellata | Edizione cancellata      | Edizione cancellata      |
| 2021                            | Tix                                         | Fallen Angel                     | Inglese           | 18º                 | 75                  | 10º                      | 115                      |
| 2022                            | Subwoolfer                                  | Give That Wolf a Banana          | Inglese           | 10º                 | 182                 | 6º                       | 177                      |
| 2023                            | Alessandra                                  | Queen of Kings                   | Inglese           | 5º                  | 268                 | 6º                       | 102                      |
| 2024                            | Gåte                                        | Ulveham                          | Norvegese         | 25º                 | 16                  | 10º                      | 43                       |
| 2025                            | Kyle Alessandro                             | Lighter                          | Inglese           | 18º                 | 89                  | 8º                       | 82                       |

Note:
- Il brano Voi voi contiene frasi in sami settentrionale.
- Il brano It's Just a Game contiene frasi in ebraico, finlandese, irlandese, italiano, norvegese, olandese, serbo-croato, spagnolo, svedese e tedesco.
- Il brano Sámiid ædnan contiene frasi in sami settentrionale.
- Il brano Spirit in the Sky contiene frasi in sami settentrionale.
- Il brano Queen of Kings contiene frasi in italiano.
- Se un paese vince l'edizione precedente, non deve competere nelle semifinali nell'edizione successiva. Inoltre, dal 2004 al 2007, i primi dieci paesi che non erano membri dei Big 4 non dovevano competere nelle semifinali nell'edizione successiva. Se, ad esempio, Germania e Francia si collocavano tra i primi dieci, i paesi che si erano piazzati all'11º e al 12º posto avanzavano alla serata finale dell'edizione successiva insieme al resto della top 10.

## Statistiche di voto
Fino al 2025, le statistiche di voto della Norvegia sono:
| # | Stato       | Punti |
| - | ----------- | ----- |
| 1 | Svezia      | 452   |
| 2 | Danimarca   | 221   |
| 3 | Francia     | 202   |
| 4 | Regno Unito | 182   |
| 5 | Irlanda     | 174   |

| # | Stato     | Punti |
| - | --------- | ----- |
| 1 | Svezia    | 271   |
| 2 | Danimarca | 209   |
| 3 | Islanda   | 196   |
| 4 | Irlanda   | 180   |
| 5 | Finlandia | 167   |

| # | Stato       | Punti |
| - | ----------- | ----- |
| 1 | Svezia      | 584   |
| 2 | Danimarca   | 324   |
| 3 | Paesi Bassi | 233   |
| 4 | Finlandia   | 231   |
| 5 | Israele     | 228   |

| # | Stato       | Punti |
| - | ----------- | ----- |
| 1 | Svezia      | 381   |
| 2 | Danimarca   | 337   |
| 3 | Islanda     | 279   |
| 4 | Paesi Bassi | 257   |
| 5 | Irlanda     | 251   |

## Altri premi ricevuti

### Marcel Bezençon Award
I Marcel Bezençon Awards sono stati assegnati per la prima volta durante l'Eurovision Song Contest 2002 a Tallinn, in Estonia, in onore delle migliori canzoni in competizione nella finale. Fondato da Christer Björkman (rappresentante della Svezia nell'Eurovision Song Contest del 1992 e capo della delegazione per la Svezia fino al 2021) e Richard Herrey (membro del gruppo Herreys e vincitore dalla Svezia nell'Eurovision Song Contest 1984), i premi prendono il nome del creatore del concorso, Marcel Bezençon.
I premi sono suddivisi in 3 categorie:
- Press Award: Per la miglior voce che viene votata dalla stampa durante l'evento.
- Artistic Award: Per il miglior artista, votato fino al 2009 dai vincitori delle scorse edizioni. A partire dal 2010 viene votato dai commentatori.
- Composer Award: Per la miglior composizione musicale che viene votata da una giuria di compositori.

| Anno | Categoria   | Artista         | Canzone   | Compositore     |
| ---- | ----------- | --------------- | --------- | --------------- |
| 2009 | Press Award | Alexander Rybak | Fairytale | Alexander Rybak |

### OGAE Eurovision Song Contest Poll
L'OGAE Eurovision Song Contest Poll è la classifica fatta dai gruppi dell'OGAE, organizzazione internazionale che consiste in un network di oltre 40 fan club del Contest di vari Paesi europei e non. Come ogni anno, i membri dell'OGAE hanno l'opportunità di votare per la loro canzone preferita prima della gara e i risultati sono stati pubblicati sul sito web dell'organizzazione.
| Anno | Categoria | Artista         | Canzone   | Compositore     |
| ---- | --------- | --------------- | --------- | --------------- |
| 2009 | OGAE 2009 | Alexander Rybak | Fairytale | Alexander Rybak |

### Barbara Dex Award
Il Barbara Dex Award è un riconoscimento non ufficiale con il quale viene premiato l'artista peggio vestito all'Eurovision Song Contest. Prende il nome dall'omonima artista belga che nell'edizione del 1993 si è presentata con un abito che lei stessa aveva confezionato e che aveva attirato l'attenzione negativa dei commentatori e del pubblico.
| Anno | Categoria         | Artista | Canzone      | Compositore                                         |
| ---- | ----------------- | ------- | ------------ | --------------------------------------------------- |
| 2021 | Barbara Dex Award | Tix     | Fallen Angel | Andreas Haukeland, Emelie Hollow, Mathias Haukeland |

## Città ospitanti
| Anno | Città  | Luogo         | Presentatori                                 |
| ---- | ------ | ------------- | -------------------------------------------- |
| 1986 | Bergen | Grieghallen   | Åse Kleveland                                |
| 1996 | Oslo   | Oslo Spektrum | Morten Harket e Ingvild Bryn                 |
| 2010 | Oslo   | Telenor Arena | Erik Solbakken, Haddy N'jie e Nadia Hasnaoui |